# Eerste divisie 1980/81
Het seizoen 1980/81 van de Nederlandse Eerste divisie had FC Haarlem als kampioen. Haarlem promoveerde daarmee naar de Eredivisie. In de nacompetitie pakte De Graafschap de tweede plek in de Eredivisie.

## Eerste divisie

### Deelnemende teams
| Club               | Plaats           | Accommodatie                | Capaciteit | Trainer                            |
| ------------------ | ---------------- | --------------------------- | ---------- | ---------------------------------- |
| De Graafschap      | Doetinchem       | De Vijverberg               | 12.500     | Huib Ruijgrok                      |
| DS '79             | Dordrecht        | Krommedijk                  | 12.000     | Jan van Daal Mircea Petescu (a.i.) |
| Eindhoven          | Eindhoven        | Aalsterweg                  | 27.000     | Jacques de Wit                     |
| FC Amsterdam       | Amsterdam        | Olympisch Stadion (bijveld) | 6.000      | Pim van de Meent                   |
| FC Den Bosch '67   | 's-Hertogenbosch | De Vliert                   | 25.000     | Rinus Gosens Ad Zonderland (a.i.)  |
| FC Haarlem         | Haarlem          | Jan Gijzenkade              | 14.500     | Hans van Doorneveld                |
| FC Vlaardingen '74 | Vlaardingen      | Floreslaan                  | 12.000     | Martin van Vianen Jan de Gier      |
| FC Volendam        | Volendam         | Volendam Stadion            | 15.000     | Henk Ellens Bruin Steur            |
| FC VVV             | Venlo            | De Koel                     | 20.000     | Jan Morsing                        |
| FC Wageningen      | Wageningen       | De Wageningse Berg          | 16.000     | Nol de Ruiter                      |
| Fortuna Sittard    | Sittard          | De Baandert                 | 20.000     | Frans Körver                       |
| Helmond Sport      | Helmond          | De Braak                    | 12.000     | Jan Notermans                      |
| Heracles '74       | Almelo           | Bornsestraat                | 20.000     | Theo Laseroms                      |
| SC Amersfoort      | Amersfoort       | Birkhoven                   | 10.000     | Henk Hofstee                       |
| SC Cambuur         | Leeuwarden       | Cambuurstadion              | 16.000     | Henk de Jonge                      |
| sc Heerenveen      | Heerenveen       | Gemeentelijk Sportpark      | 15.000     | Henk van Brussel                   |
| SC Veendam         | Veendam          | De Langeleegte              | 13.000     | Hans Alleman                       |
| SVV                | Schiedam         | Harga                       | 10.000     | Sándor Popovics                    |
| Telstar            | Velsen-IJmuiden  | Schoonenberg                | 18.000     | Joop Brand                         |
| Vitesse            | Arnhem           | Nieuw-Monnikenhuize         | 18.000     | Henk Wullems                       |

### Eindstand
| pos | club             | gs | w  | g  | v  | pnt | dv | dt | ds  |
| --- | ---------------- | -- | -- | -- | -- | --- | -- | -- | --- |
| 1.  | FC Haarlem       | 36 | 24 | 6  | 6  | 54  | 78 | 25 | 53  |
| 2.  | sc Heerenveen    | 36 | 18 | 10 | 8  | 46  | 68 | 41 | 27  |
| 3.  | FC Volendam      | 36 | 17 | 12 | 7  | 46  | 68 | 49 | 19  |
| 4.  | Fortuna Sittard  | 36 | 18 | 7  | 11 | 43  | 65 | 50 | 15  |
| 5.  | DS '79           | 36 | 17 | 8  | 11 | 42  | 64 | 49 | 15  |
| 6.  | FC Den Bosch '67 | 36 | 17 | 8  | 11 | 42  | 46 | 41 | 5   |
| 7.  | De Graafschap    | 36 | 15 | 11 | 10 | 41  | 55 | 43 | 12  |
| 8.  | Vitesse          | 36 | 14 | 10 | 12 | 38  | 55 | 58 | -3  |
| 9.  | SC Cambuur       | 36 | 13 | 10 | 13 | 36  | 46 | 38 | 8   |
| 10. | Eindhoven        | 36 | 12 | 12 | 12 | 36  | 47 | 44 | 3   |
| 11. | Telstar          | 36 | 12 | 11 | 13 | 35  | 43 | 56 | -13 |
| 12. | Helmond Sport    | 36 | 11 | 12 | 13 | 34  | 45 | 45 | 0   |
| 13. | FC VVV           | 36 | 14 | 5  | 17 | 33  | 68 | 74 | -6  |
| 14. | SVV              | 36 | 10 | 13 | 13 | 33  | 35 | 47 | -12 |
| 15. | SC Veendam       | 36 | 11 | 9  | 16 | 31  | 53 | 65 | -12 |
| 16. | FC Amsterdam     | 36 | 9  | 11 | 16 | 29  | 45 | 62 | -17 |
| 17. | SC Amersfoort    | 36 | 7  | 9  | 20 | 23  | 30 | 59 | -29 |
| 18. | FC Vlaardingen   | 36 | 6  | 10 | 20 | 22  | 31 | 59 | -28 |
| 19. | SC Heracles '74  | 36 | 7  | 6  | 23 | 20  | 35 | 72 | -37 |

#### Legenda
| Kleur | Kwalificatie voor                             |
| ----- | --------------------------------------------- |
|       | Promotie naar de Eredivisie                   |
|       | Nacompetitie voor promotie naar de Eredivisie |

### Uitslagen
|                  | AME   | AMS   | DBO   | CAM   | DS    | EVV   | FSI   | GRA   | HFC   | HEE   | HSP   | HER   | SVV   | TEL   | VEE   | VIT   | VLA   | VOL   | VVV   |
| ---------------- | ----- | ----- | ----- | ----- | ----- | ----- | ----- | ----- | ----- | ----- | ----- | ----- | ----- | ----- | ----- | ----- | ----- | ----- | ----- |
| SC Amersfoort    |       | 2 – 4 | 1 – 2 | 2 – 1 | 1 – 1 | 1 – 2 | 0 – 2 | 1 – 2 | 0 – 1 | 0 – 0 | 0 – 1 | 2 – 0 | 0 – 1 | 1 – 1 | 2 – 1 | 1 – 1 | 0 – 0 | 0 – 3 | 1 – 4 |
| FC Amsterdam     | 1 – 1 |       | 2 – 0 | 1 – 0 | 1 – 4 | 1 – 2 | 1 – 1 | 1 – 3 | 0 – 3 | 1 – 1 | 1 – 3 | 2 – 3 | 0 – 0 | 2 – 0 | 3 – 3 | 3 – 3 | 2 – 2 | 2 – 0 | 2 – 1 |
| FC Den Bosch '67 | 0 – 1 | 0 – 1 |       | 0 – 0 | 0 – 1 | 0 – 4 | 1 – 3 | 0 – 0 | 2 – 0 | 0 – 0 | 3 – 1 | 2 – 0 | 2 – 1 | 2 – 0 | 1 – 1 | 0 – 2 | 3 – 1 | 0 – 1 | 3 – 0 |
| SC Cambuur       | 0 – 1 | 1 – 1 | 2 – 3 |       | 1 – 1 | 2 – 0 | 0 – 0 | 2 – 0 | 0 – 0 | 3 – 0 | 3 – 0 | 2 – 1 | 3 – 1 | 1 – 1 | 1 – 0 | 0 – 1 | 2 – 0 | 2 – 0 | 2 – 1 |
| DS '79           | 0 – 1 | 7 – 2 | 2 – 2 | 3 – 1 |       | 3 – 2 | 3 – 1 | 1 – 2 | 1 – 3 | 1 – 0 | 1 – 0 | 2 – 4 | 1 – 0 | 1 – 2 | 3 – 1 | 2 – 0 | 4 – 0 | 0 – 2 | 4 – 0 |
| Eindhoven        | 0 – 0 | 2 – 2 | 1 – 2 | 1 – 2 | 1 – 1 |       | 3 – 0 | 3 – 1 | 0 – 3 | 1 – 1 | 0 – 0 | 0 – 1 | 0 – 0 | 1 – 2 | 4 – 2 | 2 – 0 | 1 – 0 | 0 – 2 | 5 – 1 |
| Fortuna Sittard  | 2 – 0 | 3 – 0 | 2 – 2 | 2 – 0 | 3 – 0 | 3 – 2 |       | 0 – 2 | 2 – 1 | 5 – 1 | 1 – 1 | 5 – 1 | 1 – 1 | 5 – 2 | 4 – 1 | 0 – 1 | 2 – 0 | 1 – 0 | 0 – 3 |
| De Graafschap    | 1 – 1 | 2 – 1 | 2 – 0 | 2 – 0 | 2 – 2 | 1 – 1 | 1 – 1 |       | 1 – 0 | 3 – 3 | 2 – 0 | 1 – 2 | 1 – 0 | 2 – 1 | 0 – 1 | 1 – 1 | 4 – 0 | 2 – 2 | 0 – 2 |
| FC Haarlem       | 6 – 0 | 2 – 0 | 0 – 2 | 1 – 0 | 3 – 1 | 2 – 0 | 1 – 0 | 3 – 2 |       | 3 – 0 | 3 – 1 | 5 – 0 | 1 – 1 | 3 – 1 | 4 – 0 | 0 – 1 | 2 – 1 | 4 – 1 | 2 – 1 |
| sc Heerenveen    | 5 – 2 | 2 – 1 | 1 – 2 | 2 – 1 | 1 – 1 | 2 – 1 | 3 – 0 | 3 – 1 | 0 – 0 |       | 2 – 1 | 0 – 0 | 2 – 1 | 6 – 0 | 4 – 2 | 5 – 1 | 0 – 1 | 1 – 0 | 6 – 1 |
| Helmond Sport    | 1 – 1 | 1 – 0 | 2 – 2 | 3 – 0 | 3 – 1 | 0 – 0 | 0 – 1 | 1 – 3 | 1 – 1 | 1 – 0 |       | 2 – 1 | 1 – 1 | 1 – 1 | 0 – 0 | 5 – 0 | 3 – 0 | 2 – 2 | 2 – 1 |
| SC Heracles '74  | 1 – 0 | 1 – 2 | 0 – 1 | 1 – 2 | 0 – 1 | 0 – 1 | 1 – 2 | 1 – 1 | 0 – 4 | 0 – 5 | 1 – 0 |       | 2 – 2 | 0 – 3 | 1 – 2 | 2 – 1 | 0 – 0 | 2 – 3 | 1 – 2 |
| SVV              | 1 – 4 | 1 – 0 | 0 – 0 | 1 – 0 | 0 – 3 | 0 – 0 | 1 – 3 | 3 – 2 | 0 – 3 | 1 – 1 | 3 – 1 | 2 – 1 |       | 1 – 2 | 2 – 1 | 2 – 1 | 1 – 0 | 0 – 1 | 2 – 2 |
| Telstar          | 3 – 1 | 0 – 0 | 0 – 1 | 2 – 2 | 2 – 0 | 1 – 2 | 0 – 3 | 1 – 1 | 0 – 5 | 0 – 2 | 2 – 1 | 3 – 1 | 0 – 0 |       | 0 – 1 | 2 – 2 | 0 – 2 | 1 – 1 | 1 – 0 |
| SC Veendam       | 4 – 1 | 2 – 1 | 3 – 1 | 2 – 2 | 1 – 2 | 2 – 2 | 1 – 1 | 2 – 0 | 2 – 1 | 1 – 2 | 3 – 1 | 3 – 0 | 1 – 3 | 0 – 2 |       | 1 – 2 | 0 – 0 | 2 – 2 | 4 – 0 |
| Vitesse          | 1 – 0 | 1 – 1 | 1 – 2 | 0 – 5 | 1 – 1 | 4 – 0 | 4 – 1 | 0 – 2 | 1 – 1 | 0 – 3 | 2 – 2 | 3 – 1 | 2 – 0 | 1 – 1 | 1 – 1 |       | 3 – 2 | 4 – 1 | 3 – 1 |
| FC Vlaardingen   | 3 – 1 | 0 – 1 | 0 – 1 | 0 – 0 | 1 – 1 | 1 – 2 | 2 – 1 | 0 – 3 | 1 – 1 | 2 – 0 | 0 – 1 | 1 – 1 | 1 – 1 | 1 – 2 | 4 – 2 | 1 – 3 |       | 2 – 3 | 0 – 2 |
| FC Volendam      | 1 – 0 | 4 – 2 | 4 – 1 | 2 – 2 | 3 – 1 | 0 – 0 | 6 – 1 | 2 – 1 | 1 – 3 | 2 – 2 | 2 – 1 | 2 – 2 | 0 – 0 | 2 – 2 | 3 – 0 | 2 – 0 | 0 – 0 |       | 5 – 3 |
| FC VVV           | 2 – 0 | 1 – 0 | 1 – 3 | 2 – 1 | 2 – 3 | 1 – 1 | 4 – 3 | 1 – 1 | 1 – 3 | 1 – 2 | 1 – 1 | 3 – 2 | 4 – 1 | 1 – 2 | 5 – 0 | 4 – 3 | 6 – 2 | 3 – 3 |       |

## Topscorers
| #  | Naam             | Club                 | Goal |
| -- | ---------------- | -------------------- | ---- |
| 1. | Wim Tol          | FC Volendam          | 19   |
| 2. | Rudolf Metz      | SC Veendam           | 17   |
| 3. | Eddy Bosman      | sc Heerenveen        | 14   |
|    | Ruud Gullit      | Haarlem              | 14   |
|    | Ron van Oosterom | Vitesse              | 14   |
| 6. | Jos Peltzer      | SC Cambuur           | 13   |
|    | Anne Evers       | DS '79               | 13   |
|    | Huub Smeets      | DS '79               | 13   |
|    | Terry Hendriks   | Haarlem              | 13   |
|    | Louis Burhenne   | FC VVV/Helmond Sport | 13   |

## Nacompetitie

### Eindstand
| pos | club             | gs | w | g | v | pnt | dv | dt | ds |
| --- | ---------------- | -- | - | - | - | --- | -- | -- | -- |
| 1.  | De Graafschap    | 6  | 3 | 2 | 1 | 8   | 8  | 5  | 3  |
| 2.  | sc Heerenveen    | 6  | 2 | 3 | 1 | 7   | 9  | 7  | 2  |
| 3.  | FC Den Bosch '67 | 6  | 2 | 2 | 2 | 6   | 10 | 9  | 1  |
| 4.  | DS '79           | 6  | 1 | 1 | 4 | 3   | 9  | 15 | -6 |

### Legenda
| Kleur | Kwalificatie voor           |
| ----- | --------------------------- |
|       | Promotie naar de Eredivisie |

### Uitslagen
|                  | DBO   | DS    | GRA   | HEE   |
| ---------------- | ----- | ----- | ----- | ----- |
| FC Den Bosch '67 |       | 1 – 3 | 1 – 1 | 4 – 1 |
| DS '79           | 1 – 3 |       | 2 – 3 | 1 – 1 |
| De Graafschap    | 2 – 0 | 2 – 1 |       | 0 – 0 |
| sc Heerenveen    | 1 – 1 | 5 – 1 | 1 – 0 |       |

SC Amersfoort ·
FC Amsterdam ·
FC Den Bosch '67 ·
SC Cambuur ·
DS '79 ·
Eindhoven ·
Fortuna Sittard ·
De Graafschap ·
FC Haarlem ·
sc Heerenveen ·
Helmond Sport ·
Heracles '74 ·
SVV ·
Telstar ·
SC Veendam ·
Vitesse ·
FC Vlaardingen '74 ·
FC Volendam ·
FC VVV
Eerste klasse

1955/56

Eerste divisie

1956/57 · 1957/58 · 1958/59 · 1959/60 · 1960/61 · 1961/62 · 1962/63 · 1963/64 · 1964/65 · 1965/66 · 1966/67 · 1967/68 · 1968/69 · 1969/70 · 1970/71 · 1971/72 · 1972/73 · 1973/74 · 1974/75 · 1975/76 · 1976/77 · 1977/78 · 1978/79 · 1979/80 · 1980/81 · 1981/82 · 1982/83 · 1983/84 · 1984/85 · 1985/86 · 1986/87 · 1987/88 · 1988/89 · 1989/90 · 1990/91 · 1991/92 · 1992/93 · 1993/94 · 1994/95 · 1995/96 · 1996/97 · 1997/98 · 1998/99 · 1999/00 · 2000/01 · 2001/02 · 2002/03 · 2003/04 · 2004/05 · 2005/06 · 2006/07 · 2007/08 · 2008/09 · 2009/10 · 2010/11 · 2011/12 · 2012/13 · 2013/14 · 2014/15 · 2015/16 · 2016/17 · 2017/18 · 2018/19 · 2019/20 · 2020/21 · 2021/22 · 2022/23 · 2023/24 · 2024/25

Eredivisie · Eerste divisie · Johan Cruijff Schaal · KNVB Beker · Play-offs